# Андрей Кириленко
Андрей Кириленко е руски баскетболист и баскетболен функционер. От 2015 г. е президент на Руската баскетболна федерация.
Висок е 206 сантиметра и тежи 102 килограма, като играе като леко или тежко крило. Европейски шампион с националния отбор на Русия през 2007 г. Считан за най-успешния руски баскетболист, Кириленко десет години е част от тима на Юта Джаз в НБА.
От 2011 г. притежава и американско гражданство.

## Клубна кариера

### Ранни години
Първоначално Андрей играе в юношески отбори в Санкт Петербург. През 1995 г. става шампион за юноши на Русия в състава на градския отбор. Първият му мач в професионалната кариера е на 16 януари 1997 г. за Спартак Санкт Петербург, ставайки най-младият баскетболист, участвал в първенството. Тогава той е на 15 години. Участва само в 3 срещи през сезона. През следващия сезон записва 41 мача, средно с по 11.9 точки.
През лятото на 1998 г. преминава в ЦСКА Москва и става двукратен шампион на Русия. Два пъти участва в Мача на звездите на руската Суперлига. Във втория си сезон при „армейците“ се превръща в лидер на отбора с 13.2 точки и 6.1 борби на мач. Извежда столичани до успех в Северноевропейската баскетболна лига.
През сезон 2000/01 повечето от лидерите на отбора напускат и ЦСКА остава без медали от шампионата. Тимът стига до полуфиналите в Супролигата, където отстъпва на Макаби (Тел Авив).

### Юта Джаз
На 30 юни 1999 г. е избран от Юта Джаз в драфта на НБА. Тогава той е само на 18 години, като е най-младият европеец, избран в драфта по това време. През лятото на 2001 г. участва на европейско първенство с отбора на Русия и след края на турнира преминава в Юта Джаз. Неговият номер 13 е зает и Андрей избира да играе с номер 47. В дебютния си сезон играе във всичките 82 мача с актив от 10.7 точки на мач. Първия си мач като титуляр изиграва срещу Индиана Пейсърс и записва „дабъл-дабъл“ – 13 точки и 10 борби. „Джазмените“ отпадат в първия кръг на плейофите, но Андрей се доказва като стабилен дефанзивен играч с 1.94 блокирани изстрела и 1.41 откраднати топки на мач. След края на сезона е включен в петицата на най-добрите нови попълнения.
През сезон 2002/03 Кириленко много рядко започва в стартовата петица, но покачва показателите си на 12 точки на мач и записва по 27 минути средно игрово време. Отново Юта достига до първия кръг на плейофите, където отпада от Сакраменто Кингс.
Андрей става твърд титуляр през 2003/04, започвайки във всички срещи, в които е играл. Универсалността му допринася за това да бъде водещ играч на тима си по 14 различни показателя., включително точки (16.2), борби (8.1), откраднати топки (1.92) и блокирани изстрели (2.76). Завършва на пето място в гласуването на Най-добър дефанзивен играч през сезона и попада във втората петица на идеалния отбор в същата класация. През 2004 г. записва единственото си участие в Мача на звездите на НБА, играеки 12 минути. Въпреки това обаче Юта не успява да се класира за плейофите.
На следващия сезон тимът е подсилен с Карлос Бузър и Мехмет Окур. В средата на сезона Кириленко получава травма в дясната ръка и е извън игра няколко месеца. Въпреки че записва само 41 мача, крилото е вторият по резултатност играч на Юта с 15.6 точки на мач. Отборът записва трагичен сезон с 56 загуби и отново остава извън битката за титлата. Кириленко за втори път попада във Втория отбор на най-добрите дефанзивни играчи в НБА. През лятото на 2005 г. преподписва с „джазмените“, като контрактът е на стойност 15 милиона долара. През сезон 2005/06 Кириленко е във вихъра си – той става лидер по блокирани удари в асоциацията през сезона, също на два пъти отбелязва трипъл-дабъл. Заедно с Окур и Дерон Уилямс са лидерите на отбора, но в крайна сметка три точки не стигат на „джазмените“ за участие в плейофната фаза.
През 2006/07 Андрей започва като титуляр във всичките мачове на отбора си, но формата му значително пада. Той отбелязва средно едва по 8.3 точки на мач. Въпреки по-незначителната роля на Кириленко, отборът върви напред и достига финал на конференцията, където губи от Сан Антонио Спърс. След края на сезона Андрей не изключва трансфер в друг отбор, но все пак остава в Юта.
През 2007/08 успява да си възвърне ролята на ключов играч в Юта Джаз и подобрява показателите си от миналия сезон. Изиграва всичките си мачове от редовния сезон и плейофите като титуляр и се приспособява бързо към ролята си на атакуващ гард. Поради контузия пропуска срещите от първия кръг на плейофите и се завръща за втория рунд, където Юта губи от Лос Анджелис Лейкърс.
През 2008/09 Кириленко е често използван като „шести играч“, започвайки титуляр само в 10 срещи. С 11.6 точки средно на мач помага на отбора да достигне плейофите, но там Юта отпада отново от Лейкърс. Пропуска по-голямата част от сезон 2009/10 поради контузии, появявайки се на терена само в 58 срещи. След края на сезона не взема участие на световното първенство.
През 2010/11 започва като титуляр в 62 срещи от 64, в които е играл. През този сезон Кириленко отбелязва средно 11.7 точки на мач. В Юта обаче тече смяна на поколенията, след като треньорът Джери Слоун напуска, а Дерон Уилямс е обменен в Ню Джърси Нетс. За първи път от 2006 г. Юта пропуска плейофите.

### Отново в ЦСКА
От лятото на 2011 г. Кириленко е без клуб. През август е пред трансфер в Реал Мадрид, но той пропада. През октомври 2011 г. Андрей се завръща в ЦСКА Москва.
Повторния си дебют прави на 11 октомври срещу Спартак Санкт Петербург в мач от Обединена ВТБ Лига, отбелязвайки 15 точки. Във втория кръг на турнира започва като титуляр срещу Енисей Красноярск, но записва само 5 точки. На 17 октомври играе в Евролигата срещу Жалгирис и записва „дабъл-дабъл“ – 17 точки и 15 борби. Избран е и за MVP на първия кръг на турнира. Също така е избран и за играч на месец октомври в турнира. Андрей става MVP на 5 кръг на Евролигата, след като записва коефициент на полезно действие 39. На 20 ноември 2011 в мач от ПБЛ срещу Красние Криля, Андрей си чупи носа и му е разбита главата. Така той се връща на терена в началото на новата година. След края на локаута в НБА се появява информация, че Кириленко ще се завърне в САЩ с екипа на Юта Джаз или Ню Джърси Нетс.
В началото на 2012 г. Андрей решава да доиграе сезона в ЦСКА, въпреки интереса към него от американски отбори.
На 11 януари 2012 г. вкарва 13 точки на Лиетувос Ритас във ВТБ Лигата. Три дни по-късно започва титуляр за първи път след контузията. Това става в мач срещу Спартак Санкт Петербург, в който Кириленко отбелязва 23 точки.
През април 2012 г. Андрей става най-добър защитник в редовния сезон на Евролигата, след като е избран с гласуване от треньорите.
Избран е и за MVP на турнира, попадайки в идеалната петица. Достига финала на турнира с ЦСКА Москва, но там те губят от Олимпиакос. Също така печели титлата на страната и Обединената ВТБ Лига. Печели наградата на ФИБА Европа за най-добър европейски баскетболист през годината.

### Минесота Тимбъруувс
На 28 юли 2012 г. подписва договор за две години с отбора от НБА Минесота Тимбъруувс. На 10 октомври 2012 г. дебютира за Минесота, но записва само 3 точки. В следващите си мачове, които са срещу Макаби Хайфа и Чикаго Булс, записва съответно 13 и 12 точки. Андрей е твърд титуляр до края на годината, като изиграва 23 мача и във всичките е титуляр. Също така печели наградата за най-добър европейски баскетболист за 2012.
На 4 февруари 2013 г. получава контузия в мач срещу Портланд.</ref> Завръща се в игра на 17 март срещу Ню Орлиънс Хорнетс. Няколко дни по-късно отбелязва 20 точки срещу Финикс Сънс, помагайки на вълците да победят със 117:86.
След края на сезона Кириленко отказва да продължи договора си с „вълците“ за още един сезон и остава свободен агент. Интерес към него проявяват Сан Антонио Спърс.

### Бруклин Нетс
На 12 юли 2013 г. преминава в Бруклин Нетс, подписвайки договор за 2 години. В Бруклин Андрей не успява да пребори конкуренцията на Пол Пиърс и е използван предимно като резерва. Към края на 2013 г. получава контузия и пропуска почти всички мачове през месец декември. В началото на 2014 г. се завръща на терена и записва средно по 20 минути на мач и 6 точки средно. На 23 февруари 2014 г. записва първия си мач като титуляр за Бруклин. В него Нетс побеждават Лос Анджелис Лейкърс, а Кириленко се отчита с 10 точки и 10 борби. Крилото завършва сезон 2013/14 с 5 точки средно на мач за 45 изиграни срещи. През лятото на 2014 г. удължава договора си за още 1 сезон. След привличането на хърватина Боян Богданович и силните изяви на Джо Джонсън игровото време на Кириленко става още по-ограничено. В края на ноември 2014 г. решава да напусне отбора.
На 11 декември 2014 г. Кириленко и Хорхе Гутиерес са разменени за драфт пиковете на Филаделфия 76ърс за 2018 г. и крилото Брендън Дейвис. Андрей така и не дебютира за Филаделфия, след като не тренира с отбора, за да се грижи за бременната си съпруга Маша Лопатова. В резултат на това руснакът е отстранен от 76ърс и лишен от заплата. На 22 февруари 2015 г. договорът на Кириленко е прекратен.

### Трети период в ЦСКА
На 23 февруари 2015 г. крилото за трети път в кариерата си подписва с ПБК ЦСКА Москва. С армейците достига 1/2-финал на Евролигата, но там отборът отпада от Олимпиакос. Кириленко печели Единна ВТБ Лига в състава на ЦСКА. След края на сезона решава да спре с баскетбола.

## Национален отбор
През 1997 г. играе на Европейско първенство за младежи, като става MVP на турнира със средно по 19.5 точки и 10.2 борби на мач.
През 2000 г. дебютира за мъжкия отбор на Русия в Олимпийския турнир в Сидни. Още с първите си мачове за „Сборная“ става лидер на тима с огромно влияние върху играта. Участва на европейските първенства през 2000, 2003 и 2005 г. и на Световното първенство през 2002 г., но Русия остава далеч от медалите и не съставя конкуренция в борбата за титлата.
На Евробаскет 2007 Русия става шампион на континента за първи път след разпада на СССР. Кириленко записва ярки мачове, като в полуфинала срещу Литва вкарва 29 точки и добавя 8 борби. Той е над всички и във финалния мач срещу Испания, като вкарва 17 точки. Избран е за най-полезен играч на турнира.
През лятото на 2008 г. е избран за знаменосец на Русия за Олимпиадата в Пекин. Съставът на Русия завършва на разочароващото 9 място. Пропуска Евробаскет 2009 и Световното първенство през 2010 г., след като отказва повиквателната. Завръща се в тима за Евробаскет 2011, където Русия достига полуфиналите. Представянето на Кириленко не остава незабелязано и той е включен в идеалния отбор на турнира.
Участва за националния отбор на Русия и на Олимпиадата в Лондон. В първия мач от турнира вкарва 35 точки на домакините от Великобритания. Отборът печели групата си, след което отстранява и Литва. На полуфиналите Русия обаче е спряна от тима на Испания. В мача за трето място Кириленко вкарва 20 точки и така „Сборная“ печели бронза срещу Аржентина.
В края на февруари 2013 г. обявява, че се отказва от националния отбор на Русия.

## Статистика

### Най-добри показатели в 1 мач (НБА)
- Точки – 31 (17 февруари 2004 срещу Маями Хийт)
- Попадания от игра – 11 (три пъти)
- Изстрели от игра – 21 (25 януари 2006 срещу Сиатъл Суперсоникс)
- Тройки – 5 (2 пъти)
- Изстрели от тройката – 9 (17 февруари 2004 срещу Маями Хийт)
- Точни фаулове – 16 (3 февруари 2006 срещу Сакраменто Кингс)
- Изстрели от фаул – 17 (2 пъти)
- Борби в атака – 8 (2 пъти)
- Борби в защита – 13 (2 пъти)
- Борби – 18 (21 март 2006 срещу Финикс Сънс)
- Асистенции – 11 (4 пъти)
- Пресечени пасове – 8 (3 декември 2003 срещу Хюстън Рокетс)
- Блокирани изстрели – 10 (25 март 2006 срещу Сакраменко Кингс)
- Изиграни минути – 50 (27 декември 2008 срещу Хюстън Рокетс)

### Трипъл-дабъли
| Сезон   | Дата            | Отбор    | Съперник             | Резултат | Минути | Точки | Борби | Асистенции | Пресечени | Блокирани | Източник |
| 2005/06 | 17 януари 2006  | Юта Джаз | Торонто Раптърс      | 111 – 98 | 46     | 18    | 16    | 11         | 3         | 4         |          |
| 2005/06 | 25 март 2006    | Юта Джаз | Сакраменто Кингс     | 89 – 91  | 40     | 15    | 14    | 3          | 3         | 10        |          |
| 2007/08 | 30 ноември 2007 | Юта Джаз | Лос Анджелис Лейкърс | 120 – 96 | 41     | 20    | 11    | 11         | 6         | 4         |          |

## Успехи
- Най-млад играч, участвал в руската суперлига
- Сребърен медалист от европейско първенство за младежи – 1997.
- МВП на европейското първенство за младежи – 1997
- Сребърен медалист от Световните младежки игри – 1998
- Шампион на Русия – 1998/99 и 1999/00
- Участник в мача на звездите на руската суперлига – 1999 и 2000
- Най-млад участник в мач на звездите (18 год и 10 месеца)
- Най-добър баскетболист на Европа – 2000/01
- Участник в мачът на новите попълнения в НБА – 2002, 2003
- В идеалния отбор на новите попълнения – 2002
- Участник в мачът на звездите на НБА – 2004
- В NBA All-star defensive team – 2006 (първи отбор), 2004, 2005 (втори отбор)
- Играч с най-много борби в НБА през сезона – 2005
- Европейски шампион – 2007
- МВП на европейско първенство – 2007
- Играч на годината на ФИБА Европа – 2007
- МВП на Евролигата – 2012
- Най-добър европейски баскетболист – 2012